# Hantzschova syntéza pyridinů
Hantzschova syntéza pyridinů je vícesložková reakce aldehydu (například formaldehydu), 2 ekvivalentů esteru β-ketokyseliny (jako je ethylacetacetát a donoru dusíku (například octanu amonného nebo amoniaku).
Při reakci se nejprve vytvoří dihydropyridin, který je poté možné oxidovat na pyridin; řídící silou druhého kroku je aromatizace.
Dikarboxylát 1,4-dihydropyridinu bývá také označován jako Hantzschův ester; jeho deriváty jsou významnou skupinou blokátorů vápníkového kanálu a využívají se v léčivech, jako jsou nifedipin, amlodipin a nimodipin.
Hantzschova syntéza může probíhat ve vodě za přímé aromatizace chloridem železitým, oxidem manganičitým nebo manganistanem draselným.
Hantzschova syntéza může být usnadněna působením mikrovlnného záření.

## Mechanismus
Bylo navrženo pět mechanismů Hantzchovy syntézy 1,4-dihydropyridinu a proběhly studie reakcí předem vytvořených meziproduktů za účelem určení nejpravděpodobnějších mechanismů a úpravy konkrétních syntéz.
Studie mechanismu pomocí 13C a 15N nukleární magnetické rezonance naznačují tvorbu chalkonu 6 a enaminu 3 a následující průběh:
Pozdější výzkum, využívající hmotnostní spektrometrii, podpořil reakční dráhu A a ukázal, že reakce může probíhat dalšími dvěma způsoby, které oba vedou ke sloučenině 7. Kterým z těchto způsobu reakce proběhne, pravděpodobně ovlivňují reaktanty; pokud je methylová skupina u 1 nahrazena skupinou odtahující elektrony, tak reakce probíhá přes diketon.

## Optimalizace reakčních podmínek
Původní provedení Hantzschovy syntézy 1,4-dihydropyridinů, spočívající v jednonádobové kondenzaci aldehydů s ethylacetacetátem a amoniakem, má několik nevýhod, jako jsou tvrdé reakční podmínky, dlouhé reakční doby a nízké výtěžnosti. Syntézu lze provést ve vodných roztocích obsahujících micely, za katalýzy kyselinou p-toluensulfonovou a působení ultrazvuku. Kondenzace benzaldehydu, ethylacetacetátu a octanu amonného vedla za těchto podmínek a přítomnosti dodecylsíranu sodného (0,1 mol/l) k 96% výtěžnosti. Zkoumány byly i možnosti provedení reakce v několika dalších rozpouštědlech, přičemž působení ultrazvuku ve vodných micelách dávalo vyšší výtěžnosti než v jiných prostředích, například methanolu, ethanolu, nebo tetrahydrofuranu. Za optimalizovaných podmínek byla syntetizována řada různých 1,4-dihydropyridinů, přičemž výtěžnosti přesahovaly 90 %.

## Aromatizace
Pyridiny lze nejsnadněji získat oxidacemi 1,4-dihydropyridinů. Jako oxidační činidla se nejčastěji používají oxid chromový, manganistan draselný a kyselina dusičná. Aromatizace jsou ale často doprovázeny nízkými výtěžky, potřebou silně oxidujícího prostředí, tvorbou vedlejších produktů, nebo potřebou nadbytku oxidantu. Byly tak vyvíjeny metody aromatizace proveditelné za mírnějších podmínek, které by poskytovaly vyšší výtěžky; patří sem mimo jiné použití jodu v refluxovaném methanolu, oxidu chromičitého, chloritanu sodného, nebo, za nepřítomnosti kovů, fotochemické reakce využívající jak ultrafialové, tak i viditelné záření.
Léčiva na vysoký krevní tlak založená na 1,4-dihydropyridinech jsou v játrech metabolizována oxidací cytochromem P450 na odpovídající pyridiny. Výzkumu aromatizací 1,4-dihydropyridinů je věnována pozornost, protože se tím dosahuje lepšího porozumění biologickým systémům a také se nacházejí další způsoby přípravy pyridinů.

## Knoevenagelova–Friesova varianta
Knoevenagelova–Friesova varianta umožňuje přípravu nesymetrických pyridinů.